# Grb Občine Rače - Fram
Grb Občine Rače - Fram je upodobljen na ščitu poznogotskega stila, sanitske oblike, katerega osnovna barva je zelena. Osrednji motiv grba je srebrna renesančna, enonadstropna, simetrična graščina s tremi stolpi z zlatimi strehami. Končna stolpa imata po dve pravokotni okni nodre barve drugega nad drugim. Med njima je obokan odprt vhod, nad katerim se nahaja napuščni stolpič z enim kvadratnim modrim oknom. Nad povezovalnim obokom se levo in desno od napuščnega stolpiča nahaja po eno okno, enako tistemu s stranskih stolpov. Strehe vseh stolpov so trikotne s koničastim vrhom, na katerem se na vsakem stolpo nahaja zlata krogla. Pod lokom grajskega vhoda se nahaja zlat grozd, sestavljen iz desetih jagod, ki ima na vrhu  v desno in levo simetrično, spiralno zaviti srebrni vitici.
Zlati trak, ki ga nosi ščit na svojih zunanjih robovih, lahko služi le kot grbovni okras.